# Telitromicină
Telitromicina (cu denumirea comercială Ketek) este un antibiotic din clasa ketolidelor (noi macrolide) care este utilizat în tratamentul unor infecții bacteriene, precum: amigdalite streptococice, pneumonii pneumococice comunitare, acutizări ale bronșitelor cronice și sinuzite acute.
Molecula a fost patentată în anul 1994 și a fost aprobată pentru uz medical în anul 2001. Este un derivat semisintetic al eritromicinei cu stabilitate gastrică și activitate superioară. Stabilitatea gastrică (în mod analog claritromicinei) a fost realizată prin metilarea la hidroxilul din poziția 6.